# Law360
Law360 é um serviço de notícias de direito por assinatura operado pela empresa Portfolio Media, uma subsidiária da LexisNexis. Marius Meland fundou a Portfolio Media em outubro de 2003 e, em 2004, começou a publicar um periódico diário on-line sobre leis de propriedade intelectual, que mais tarde denominou Law360. Em 20 de março de 2012, a empresa foi adquirida pela LexisNexis com Meland e Hoglund atuando como co-CEOs. A publicação possui 11 agências de notícias nos Estados Unidos.